# Silvia Montanari
Silvia Montanari (Cruz Alta, Córdoba; 14 de enero de 1943-Buenos Aires, 26 de octubre de 2019) fue una primera actriz y productora argentina de larga trayectoria en televisión, cine y teatro.

## Biografía
Nació y vivió en Cruz Alta (Córdoba) hasta los cinco años cuando con su familia se mudó a Quilmes.
Durante los años 1960-1990 obtuvo una gran popularidad como protagonista de teleteatros y novelas, no solo en Argentina, sino también en Latinoamérica. Entre sus éxitos, se la recuerda por protagonizar Panorama desde el puente, junto a Alfredo Alcón en teatro. 
En telenovelas fue la heroína de La Cruz de Marisa Cruces, La Sombra, Stefania, Entre el amor y el poder, Todo tuyo, El león y la rosa, Cuando es culpable el amor (coproducción con Puerto Rico). 
En la década de los 1990, protagonizó durante cuatro años la telecomedia Son de diez. Un año más tarde se destacó como villana de Alen Luz de luna y Collar de Esmeraldas. 
En el 2019 se le entregó un Premio Podestá por su trayectoria.
La actriz Silvia  Montanari falleció víctima de un cáncer el 26 de octubre de 2019.

## Trayectoria

### Teatro
- Hollywood… allá voy!!!
- Tengamos el sexo en paz
- Panorama desde el puente
- Brujas
- El Enterrador
- Mujeres de cenizas (2015-2016)
- Los Corruptelli (2017)
- Mujeres de ceniza (2018)

### Cine
| Año                       | Título                          | Personaje                      | Notas                    |
| 2017                      | Mirada de cristal               | Lucía L'uccello                |                          |
| 2006                      | El boquete                      | Susana Spinelli                |                          |
| 2005                      | El fuego y el soñador           | Josefina                       |                          |
| 2002                      | La otra cara                    | Olga                           | Película para televisión |
| 1998                      | Los recuerdos de Elena          | Elena                          | Cortometraje             |
| 1989                      | Narcotráfico, juego mortal      | Madre                          | Cortometraje             |
| 1986                      | Nicolás y los demás             | Silvia                         |                          |
| 1984                      | Todo o nada                     | Sonia                          |                          |
| 1983                      | El desquite                     | Teresa                         |                          |
| 1983                      | Pero estoy vivo                 | Andrea                         | Película para televisión |
| 1980                      | Hombres en pugna                | Dolores Echegoyen              | Película para televisión |
| 1979                      | Cruz negra                      | Isabel                         |                          |
| 1978                      | Y una vez mas...Felices fiestas | Karina                         | Película para televisión |
| 1975                      | El Pibe Cabeza                  | Amante de "El Pibe"            |                          |
| 1974                      | Proceso a la infamia            | Ana María                      |                          |
| 1971                      | La gran ruta                    | Elsa                           |                          |
| 1968                      | Los cascabeles                  | Adriana                        |                          |
| 1966                      | Exxxistir                       | Prostituta                     | Cameo                    |
| 1963                      | El secreto de puente verde      | Lucha                          | Película para televisión |
| 1961                      | Crimen laboral                  | Secretaria                     |                          |
| 1960                      |                                 |                                |                          |
| La mano                   | Elena                           | Película para televisión       |                          |
| Obras maestras del terror | Muchacha en relojería           | Episodio: «El corazón delator» |                          |

### Televisión
| Año        | Título                                            | Personaje                     |
| 2015       | Cazados                                           | Teresa Varela Iturralde       |
| 2009-2010  | Ciega a citas                                     | Silvia                        |
| 2006       | Collar de esmeraldas                              | Lidia                         |
| 2004       | Los Pensionados                                   | Amanda                        |
| 2001       | Próvocame                                         | Victoria Duncan               |
| 1998       | Gasoleros                                         | Emilia Nieto                  |
| 1996       | Alén, luz de luna                                 | Fanny Carranza / Fanny Odizio |
| 1992-1995  | Son de diez                                       | Silvina                       |
| 1991       | La Banda del Golden Rocket                        | Silvina                       |
| 1990       | Los otros y nosotros                              | Victoria                      |
| 1989       | Socorro 5° año                                    | Susana                        |
| 1988       | Me llamo Julián, te quiero                        | María Elena                   |
| 1987       | Apuestas por amor                                 | Esther Andrade                |
| 1986       | Querido salvaje                                   | Irene                         |
| 1985       | Tal como somos                                    | Varios                        |
| 1984       | Entre el amor y el poder                          | Andrea de Betancourt          |
| 1984       | Relaciones amargas                                | Eva "Evita" Gómez             |
| 1984       | Situación limite                                  | Varios                        |
| 1983       | Cuando es culpable el amor                        | Silvia                        |
| 1982       | Todo tuyo                                         | Renata / Clara                |
| 1982       | La búsqueda                                       | Irene Lagos                   |
| 1982       | La sombra                                         | Silvia Cruz                   |
| 1981       | Stefanía                                          | Stefanía                      |
| 1981       | Los especiales de ATC                             | Silvia                        |
| 1981       | Pecado mortal                                     | Raquel                        |
| 1981       | Las huellas del cerro                             | Azucena Monteagudo            |
| 1979       | Vivir es maravilloso                              | Rosa                          |
| 1979       | El mundo del espectáculo                          | Luisa                         |
| 1978       | El león y la rosa                                 | Laura Escalada                |
| 1977       | Para todos                                        | Graciela / Grecia             |
| 1975       | Caminos del amor                                  | Mónica Larrazábal             |
| 1974       | Juntos hoy y aquí                                 | Cecilia                       |
| 1974       | Casada por poder                                  | María de Garmentier           |
| 1973       | Y perdónanos nuestras deudas                      | Clara "Clarita"               |
| 1973       | Mi amigo Andrés                                   | Silvia Moún                   |
| 1972       | ¿Dónde estás papa?                                | Eliana                        |
| 1971-72-73 | Alta comedia                                      | Varios                        |
| 1971       | Jueguemos al amor                                 | Lucrecia Cortez               |
| 1971       | Cuatro hombres para Eva                           | Analia                        |
| 1970-75    | Teatro Palmolive del aire                         | Varios                        |
| 1970       | Su comedia favorita                               | Varios                        |
| 1969       | Esto es teatro                                    | Varios                        |
| 1969       | Luis Sandrini presenta: No hay suegra como la mía |                               |
| 1969       | La cruz de Marisa Cruces                          | Marisa Cruces                 |
| 1968       | La novela romántica: Sin amor                     | Bianca                        |
| 1967       | A mí me pasan todas                               | Vera                          |
| 1965       | Las chicas                                        | Valeria Dionatti              |
| 1964       | Dicha robada                                      | Lucía                         |
| 1964       | Abismo de olvido                                  | Kenia                         |
| 1962       | Mañana puede ser verdad                           | Gabriela                      |
| 1961       | Donde está marcada la cruz                        | Julieta                       |
| 1961       | Profesor Lauro                                    | Betina                        |
| 1960       | Monte hermoso                                     |                               |